# Krzysztof Paczos
Krzysztof Paczos (ur. 16 marca 1963 w Gdyni) – polski filozof i teolog, ksiądz katolicki, mieszkający we Francji, przełożony wspólnoty życia Synodia. Autor książek z antropologii filozoficznej i teologicznej, historii chrześcijaństwa i etyki, czerpiący z tradycji tomistycznej, zajmujący się współczesną noetyką filozoficzną.

## Życiorys
Ukończył III Liceum Ogólnokształcące w Gdyni. Następnie podjął studia na Politechnice Gdańskiej. W 1984 roku wstąpił do Zgromadzenia Księży Marianów, gdzie złożył śluby zakonne i przyjął święcenia kapłańskie 16 czerwca 1991.
Ukończył studia magisterskie, licencjackie i doktoranckie z teologii i filozofii na Katolickim Uniwersytecie Lubelskim. 
W latach 1993–2006 prowadził Wspólnoty Drogi do Emaus. W latach 1998–2006 prowadził też Szkołę Filozofii im. Św. Tomasza z Akwinu w Gdańsku, Warszawie i Łodzi. W 2005 wydał książkę Czekając, aż przyjdzie. Radykalizm chrześcijański w epoce postindustrialnej, której tezy stały m.in. przedmiotem dyskusji w miesięczniku Znak.
Od 2006 roku przebywa we Francji, gdzie po wystąpieniu ze Zgromadzenia Marianów zakłada wspólnotę życia Synodia. Od roku 2012 prowadzi l’École Didaskalos, w ramach której zajmuje się noetyką filozoficzną i psychologiczną, problemem sekularyzacji cywilizacji zachodniej oraz historią pierwotnego chrześcijaństwa.
W ramach prowadzonej Szkoły Filozofii Paczos wydał trzyczęściową, filozoficzno-teologiczną antropologię oraz etykę. W 2021 roku opublikował pracę monograficzną Noetyka, w której przedstawił własne rozumienie poznania noetycznego, obecnego w różnych dziedzinach ludzkiej aktywności: w poszukiwaniu prawdy (nauka), w postawach moralnych (etyka), w twórczości artystycznej (sztuka), w relacjach międzyosobowych (miłość) oraz w więzi z nadnaturalnym Ty (religia).
Publikował m.in. w czasopismach Didaskalos, Młoda Polska, Słowo, Tygodnik Powszechny, Ład, Więź i Znak.
Uczestniczył w debatach o Jezusie historycznym na łamach portalu didaskalos.pl i w Warszawskim Studiu Teologii i Filozofii oraz z Pawłem Lisickim (spotkania z cyklu Laboratorium Idei).
Od roku akademickiego 2014/2015 wykłada filozofię sekularyzacji w Centre Universitaire Guilhem de Gellon w Montpellier.

## Publikacje
- Czekając, aż przyjdzie. Radykalizm chrześcijański w epoce postindustrialnej. Warszawa: Fronda, 2005. ISBN 83-603-3500-1. Brak numerów stron w książce
- Zwierzę rozumne. Zagadnienia podstawowe z filozofii niższych warstw duszy ludzkiej. Perspektywa Arystotelesa i św. Tomasz z Akwinu. Gdańsk: Stowarzyszenie Ichtis, 2004. ISBN 83-921113-0-3. Brak numerów stron w książce
- Niewiele mniejszy od aniołów. Zagadnienia podstawowe z filozofii wyższej warstwy duszy ludzkiej. Perspektywa Arystotelesa i św. Tomasza z Akwinu. Gdańsk: Stowarzyszenie Ichtis, 2005. ISBN 83-921113-1-1. Brak numerów stron w książce
- Równy aniołom. Zagadnienia podstawowe z teologii duszy ludzkiej. Perspektywa św. Tomasza z Akwinu. Gdańsk: Stowarzyszenie Ichtis, 2005. ISBN 83-921113-2-X. Brak numerów stron w książce
- Podstawy teorii moralności. Zagadnienia podstawowe z etyki filozoficznej i teologicznej. Perspektywa Arystotelesa i św. Tomasza z Akwinu. Gostynin: Szkoła Filozofii im. św. Tomasza z Akwinu, 2011. ISBN 978-83-932451-0-9. Brak numerów stron w książce
- Mama. Traktat teologiczny. Béziers: Didaskalos Éditions, 2018. ISBN 978-2-9565377-0-0. Brak numerów stron w książce
- Noetyka. Béziers: Didaskalos Éditions, 2021. ISBN 978-2-9565377-1-7. Brak numerów stron w książce